# Železniční trať Žatec–Obrnice
Železniční trať Žatec západ – Obrnice je železniční trať v Ústeckém kraji spojující železniční stanice Žatec západ a Žatec se stanicí Obrnice. V jízdním řádu pro cestující je uvedena v tabulce 123, kde je k ní připojen i úsek Obrnice–Most společný s tratí Most–Louny–Rakovník, neboť všechny osobní vlaky pokračují do Mostu, resp. vycházejí z Mostu.
Trať je včetně spojek v Žatci součástí celostátní dráhy, větve trianglu v Postoloprtech znázorněné v grafickém průběhu jsou drahami regionálními.

## Historie
Trať Žatec – Postoloprty – odbočka Vrbka – Počerady – Obrnice byla uvedena do provozu 16. září 1872. V roce 1985 byla trať elektrizována soustavou 3 kV DC.

## Seznam stanic a zastávek
- Obrnice – nádražní budova neobsazená pro osobní dopravu
- Volevčice – zastávka
- Počerady – nádražní budova neobsazená pro osobní dopravu
- Výškov v Čechách – zastávka
- Postoloprty – nádražní budova
- Lišany u Žatce – nádražní budova
- Dolejší Hůrky – zastávka
- Tvršice – nádražní budova neobsazená pro osobní dopravu
- Žatec – nádražní budova
- Žatec západ – nádražní budova

## Další objekty
Mezi stanicí Obrnice a zastávkou Volevčice se nachází hláska Stránce. Mezi zastávkou Výškov v Čechách a stanicí Postoloprty se nachází odbočka Vrbka (propojení na trať 114).